# Julia Bartet
Pour les articles homonymes, voir Bartet.
Jeanne Julie Regnault, dite Julia Bartet ou Mademoiselle Bartet, née le 28 octobre 1854 à Paris et morte le 18 novembre 1941 à Paris 8e, est une comédienne française.

## Vie et carrière
Elle entre au Conservatoire dans la classe de Régnier de La Brière, ancien comédien, en novembre 1871. Quelques mois de cours lui suffisent pour obtenir un second accessit de comédie au concours de fin d’année. Elle est immédiatement engagée au Théâtre du Vaudeville (elle a 18 ans) où elle débute en septembre 1872 dans le rôle de Vivette de l'Arlésienne d'Alphonse Daudet. Elle y obtient un vif succès.
Grâce à son talent, et en dépit de sa jeunesse, elle se fait rapidement une place de premier plan dans ce théâtre, surtout après son interprétation de Madame Bellamy dans l’Oncle Sam de Victorien Sardou, en 1873. Dès lors, plus aucune pièce importante, créée ou reprise, ne se fait sans elle. On peut citer ses participations dans : Berthe d’Estrées de Henri Laurent Rivière en 1873 ; Les Ganaches de Victorien Sardou en 1874 (créé en 1862 au Gymnase) ; Le Chemin de Damas en 1875 ; Manon Lescaut en 1875 ; Fanny Lear, rôle de Geneviève de Noriolis, de Meilhac et Halévy en 1875 ; Fromont jeune et Risler aîné, rôle de Désirée, d’Alphonse Daudet en septembre 1876 ; Dora de Victorien Sardou en 1877 ; Le Club d’Edmond Gondinet en septembre 1877, rôle de Jeanne de Mauves, premier rôle féminin ; Les Bourgeois de Pontarcy de Victorien Sardou en 1878 ; Les Tapageurs d’Edmond Gondinet en avril 1879, rôle de Clarisse, premier rôle féminin.
Elle est admise à la Comédie-Française en septembre 1879. Elle en devient la 307e sociétaire en décembre 1880 par un vote unanime du comité, une fois accomplis les trois débuts d’usage : dans la comédie : rôle de Mlle Henderson dans Daniel Rochat de Victorien Sardou en février 1880 ; dans le drame : rôle de la Reine dans Ruy Blas de Victor Hugo ; dans la tragédie : rôle d’Iphigénie dans Iphigénie de Racine.
À cette époque, où l’administrateur général du théâtre, Émile Perrin, qui a le goût de la modernité, ouvre le répertoire à de nombreuses pièces nouvelles, la polyvalence de Julia Bartet lui permet de tenir les rôles de jeune première du répertoire classique, des reprises récentes et des créations nouvelles. Quelques exemples montrent la large variété des rôles tenus et l'étendue de son talent : Mlle de Belle-Isle dans la pièce du même nom d’Alexandre Dumas père ; Camille dans On ne badine pas avec l’amour d’Alfred de Musset ; Mlle Béjart dans l'Impromptu de Versailles de Molière ; Blanche dans le Roi s’amuse de Victor Hugo ; Christine dans Bertrand et Raton d'Eugène Scribe ; Antoinette dans le Gendre de M. Poirier d’Émile Augier ; Andrée dans Jean Baudry d'Auguste Vacquerie ; Catherine de Septmonts dans l’Etrangère d’Alexandre Dumas fils ; Doña Sol dans Hernani de Victor Hugo ; Armande dans les Femmes savantes de Molière en 1888 ; Silvia dans Le Jeu de l'amour et du hasard de Marivaux en 1891 ; Bérénice dans Bérénice de Jean Racine en 1893 ; Andromaque dans Andromaque de Jean Racine en 1901, où elle fut la première à adopter une robe grise pour le rôle.
Notamment, elle insiste pour que l'on reprenne Bérénice de Racine en 1893, pièce oubliée en raison de la Révolution, mise en scène par Mounet-Sully. Son succès est immense,.

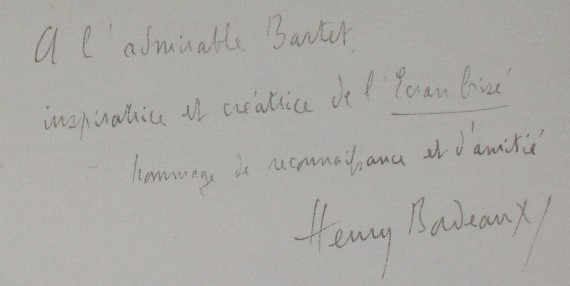
Envoi d'Henry Bordeaux à Julia Bartet sur L'Écran brisé.

Enfin, elle tient les premiers rôles féminins dans les créations suivantes : Les Rantzau de Erckmann et Chatrian en 1882 ; Mademoiselle du Vigean de Simone Arnaud en 1883 ; Denise d’Alexandre Dumas fils en 1885 ; Chamillac (Mme de Tryas) d’Octave Feuillet en 1886 ; Francillon d’Alexandre Dumas fils en 1887 ; La Nuit d'octobre de Musset avec Sarah Bernhardt dans le rôle du poète en mars 1887 ; La Loi de l'homme de Paul Hervieu (rôle de Laure de Raguais) en février 1897 ; 1901 : Le Marquis de Priola de Henri Lavedan, Comédie-Française ; L'Énigme de Paul Hervieu (rôle de Léonore) en novembre 1901 ; 1902 : L'Autre Danger de Maurice Donnay, Comédie-Française ; 1905 : Les Deux Hommes d'Alfred Capus, Comédie-Française ; 1905 : Marion de Lorme de Victor Hugo ; 1906 : Le Duel de Henri Lavedan, duchesse de Chailles ; L'Écran brisé de Henry Bordeaux en 1908, dont elle fut l'inspiratrice et la créatrice, selon les propres mots de Henry Bordeaux. Il s'agit d'une adaptation de la nouvelle du même nom ; Le Foyer, d'Octave Mirbeau (rôle de Thérèse Courtin), en décembre 1908 ; Après moi de Henry Bernstein, en février 1911.

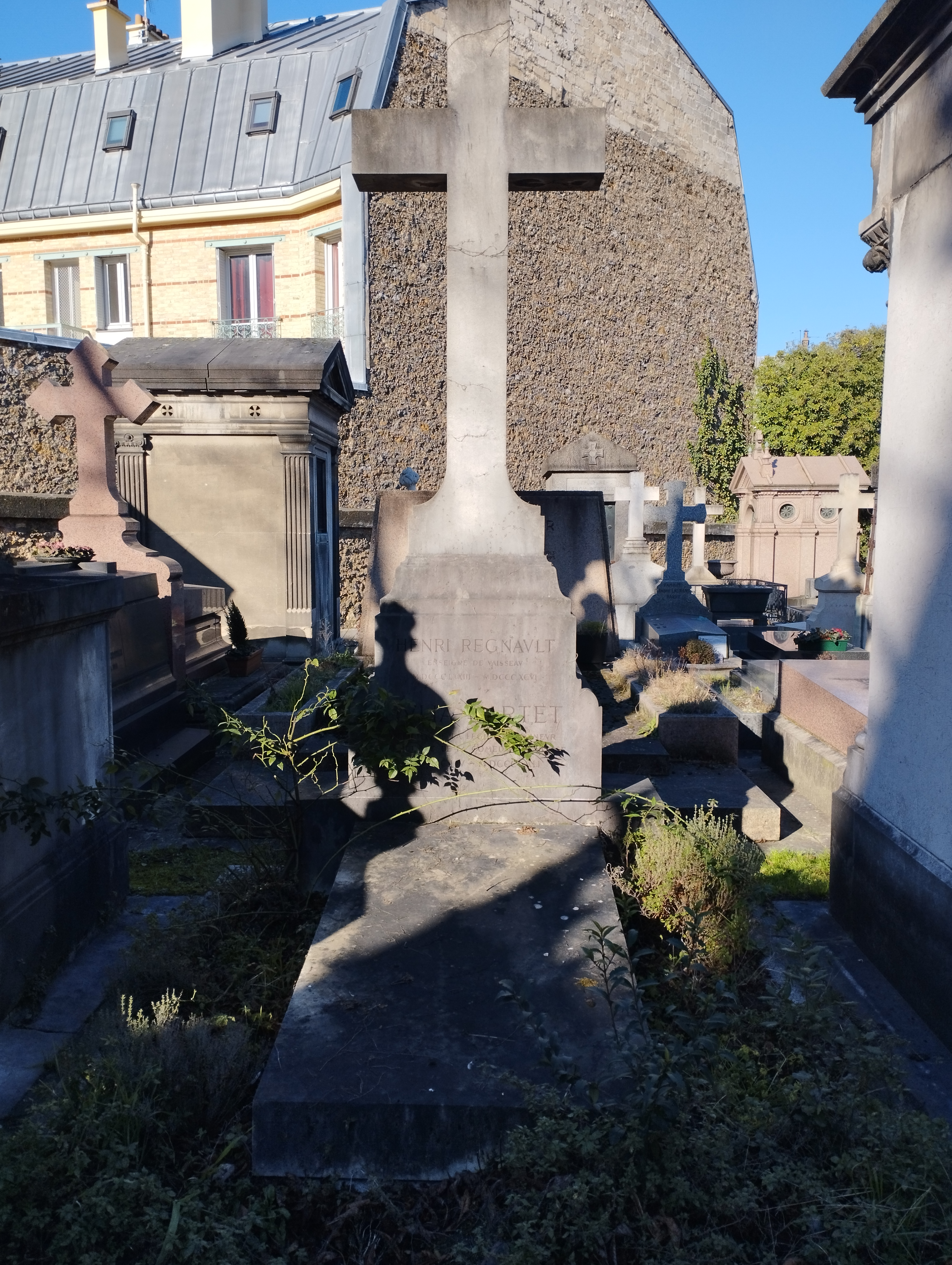
Tombe de Julia Bartet au cimetière de Passy (division 15).

Son excellence dans tous ces domaines la fait qualifier de « divine Bartet ». Elle est décorée de la Légion d'honneur au grade de chevalier en 1906. En 1908, elle fait une saison à Londres.
À 65 ans, en 1919, en pleine gloire, elle quitte la Comédie-Française en jouant Bérénice lors de la création de L'Hérodienne, héroï-comédie tragique d'Albert du Bois, et elle prend définitivement sa retraite du théâtre. Elle se consacre désormais à la peinture. En janvier 1920, elle est promue au rang d'officier de la Légion d'honneur.
Elle est inhumée au cimetière de Passy (division 15) à Paris. Le 17 février 1942, lors d'une cérémonie présidée par le secrétaire général des Beaux-Arts Louis Hautecœur, un buste de Julia Bartet est inauguré à la Comédie-Française.
Julia Bartet fut l'un des modèles de Marcel Proust pour la Berma, avec Réjane et Sarah Bernhardt.
Elle a résidé au 16 rue du Général-Foy (8e arrondissement de Paris), pendant plus de 40 ans.

## Théâtre

### Hors Comédie-Française
- 1872 : L'Arlésienne d'Alphonse Daudet, théâtre du Vaudeville
- 1874 : Le Chemin de Damas de Théodore Barrière, Théâtre du Vaudeville
- 1876 : Madame Caverlet d'après Émile Augier, Théâtre du Vaudeville

### Carrière à la Comédie-Française

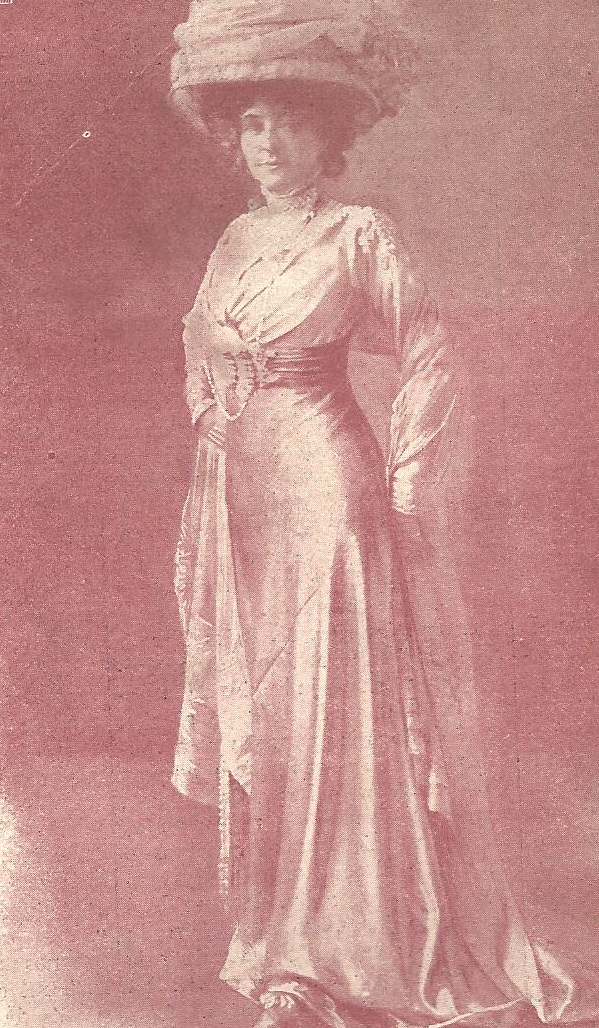
Julia Bartet dans le rôle de Thérèse Courtin, dans Le Foyer d'Octave Mirbeau, 1908.

- 1880 : L'Impromptu de Versailles de Molière : Mlle Béjart
- 1880 : Iphigénie de Jean Racine : Iphigénie
- 1882 : Les Rantzau d'Émile Erckmann et Alexandre Chatrian : Louise
- 1882 : Le roi s'amuse de Victor Hugo : Blanche
- 1885 : Denise d'Alexandre Dumas fils : Denise Brissot
- 1888 : Les Femmes savantes de Molière : Armande
- 1888 : Pepa de Henri Meilhac et Louis Ganderax : Yvonne de Chambreuil
- 1889 : L'École des maris de Molière : Isabelle
- 1890 : Une famille de Henri Lavedan : Jeanne Le Bissard
- 1891 : Le Jeu de l'amour et du hasard de Marivaux : Silvia
- 1891 : Thermidor de Victorien Sardou : Fabienne Lecoulteux
- 1891 : Griselidis d'Armand Silvestre et Eugène Morand : Griselidis
- 1892 : Par le glaive de Jean Richepin : Rinalda
- 1892 : Jean Darlot de Louis Legendre : Louise
- 1893 : Antigone de Sophocle adaptation de Paul Meurice et d'Auguste Vacquerie : Antigone
- 1893 : Bérénice de Jean Racine : Bérénice (80 fois de 1893 à 1920)
- 1897 : La Loi de l'homme de Paul Hervieu : Laure de Raguais
- 1897 : Tristan de Léonois d'Armand Silvestre : Yseult
- 1898 : Diane de Lys d'Alexandre Dumas fils : Diane
- 1900 : Andromaque de Jean Racine : Andromaque
- 1901 : Amphitryon de Molière : Alcmène
- 1901 : Notre jeunesse d'Alfred Capus : Hélène Briant
- 1901 : Les Burgraves de Victor Hugo : Régina
- 1901 : L'Énigme de Paul Hervieu : Léonore
- 1901 : Le Duel de Henri Lavedan : Duchesse de Chailles
- 1901 : Le Marquis de Priola de Henri Lavedan : Mme de Valleroy
- 1902 : L'Autre Danger de Maurice Donnay : Claire
- 1902 : Le Marquis de Priola de Henri Lavedan (reprise) : Mme de Valleroy
- 1903 : Le Dédale de Paul Hervieu : Marianne
- 1905 : Andromaque de Racine : Andromaque
- 1905 : Ruy Blas de Victor Hugo : la Reine
- 1905 : Ma Générale de Jules Claretie : la Générale
- 1905 : Le Réveil de Paul Hervieu : Thérèse de Mégée
- 1905 : Connais-toi de Paul Hervieu : Clarisse de Sibéran
- 1905 : Les Deux Hommes d'Alfred Capus : Thérèse Champlin
- 1906 : Bérénice de Racine : Bérénice
- 1907 : Marion de Lorme de Victor Hugo : Marion de Lorme
- 1908 : Les Deux Hommes d'Alfred Capus : Thérèse Champlin
- 1908 : L'Écran brisé de Henry Bordeaux : Marthe Chénevray
- 1908 : Le Foyer d'Octave Mirbeau et Thadée Natanson : Baronne Thérèse Courtin
- 1909 : Les Femmes savantes de Molière : Armande
- 1909 : Iphigénie de Jean Racine
- 1909 : La Brebis perdue de Gabriel Trarieux : Véronique
- 1909 : Connais-toi de Paul Hervieu (reprise) : Clarisse de Sibéran
- 1909 : Après moi de Henri Bernstein : Irène Bourgade
- 1909 : Nuit de mai d'Alfred de Musset : la muse
- 1909 : Sophonisbe d'Alfred Poizat, mise en scène Mounet-Sully : Sophonisbe
- 1912 : Iphigénie à Aulis d'Euripide : Iphigénie
- 1912 : Bagatelle de Paul Hervieu : Florence de Raon
- 1914 : Macbeth de William Shakespeare : Lady Macbeth
- 1914 : La Révolte d'Auguste de Villiers de L'Isle-Adam : Élisabeth
- 1914 : La Nouvelle Idole de François de Curel : Louise Donnat
- 1914 : Les Femmes savantes de Molière : Armande
- 1919 : L'Hérodienne d'Albert du Bois : Bérénice

## Mentions dans la littérature
- Marcel Proust

« Nouvel enchantement. Mme Sarah Bernhardt, vêtue d'une longue robe de soie argentée, garnie d'une magnifique guipure de Venise ; Mlle Bartet, ayant une jupe de dentelle blanche et un corsage de mousseline de soie bleue, et Mlle Reichenberg apparaissent toutes trois réunies. De longs applaudissements les accueillent [...] La Muse reprend ses droits. De nouveau M. Delafosse est au piano. Cette fois, il accompagne des mélodies que lui-même composa sur des poésies de M. de Montesquiou et que chante avec beaucoup de sentiment M. Bagès. Mlle Bartet nous revient aussi, exquise, extraordinaire. Elle récite Le parfum impérissable, de M. Leconte de Lisle ; le Récif de corail, de M. José-Maria de Heredia, une chose délicieuse de Mlle de Heredia, l'Etang bleu ; le Figuier et Aria, de M. Robert de Montesquiou. [...] Rien n'égale le triomphe de Mlle Bartet ..., si ce n'est celui de Mme Sarah Bernhardt, qui nous dit, elle aussi, des vers du maître de la maison »

— Une fête littéraire à Versailles, in Ecrits sur l'art, GF Flammarion, p. 76-77
Dans Du côté de chez Swann, le narrateur, jeune, classe "par ordre de talent les [actrices] plus illustres : Sarah Bernhardt, la Berma, Julia Bartet, Madeleine Brohan, Jeanne Samary."
- René Benjamin fait souvent allusion, dans son œuvre et dans sa correspondance, à Julia Bartet, pour qui il éprouvait, depuis sa jeunesse, une grande admiration. Dans La Galère des Goncourt qu’il écrivit en 1948, il raconte qu’en décembre 1930, il avait réussi « la merveille » de réunir, chez lui, Léon Daudet et Mme Bartet. On évoqua la première de L’Arlésienne. Et voici ce que, soudain, Daudet « se mit à raconter lentement, comme médusé par son souvenir :

« Puisque nous sommes à cinquante ans de cette rencontre magnifique, on peut vous dire, madame – il la dévorait des yeux – qu’un jour mon père, qui était pour moi le plus tendre des amis, m’a confié ceci : « Léon... il y a eu un souper après L’Arlésienne. J’étais assis à côté de Mlle Bartet... Invinciblement, je me suis tourné vers elle... Et vois-tu, petit, ma volonté n’y était pour rien !... Je venais de sentir le grand frémissement de la fatalité !... Ce n’était plus la comédienne que je voyais, mais la femme... la femme pour qui... on abandonne tout !... Ta mère, en face de moi, dans un éclair, venait de comprendre. Elle m’a regardé avec des yeux de désespoir... Eh bien, entends-tu, cette détresse n’a pas suffi. Il a fallu, qu’à cette minute-là, je pense à toi, oui, à toi, dans ton petit lit ! Alors, et sans savoir davantage où j’en ai trouvé la force, je me suis détourné... de l’enivrante créature, et j’ai été m’asseoir seul... près de l’Arlésienne... invisible ! »

— Léon Daudet
Mme Bartet était devenue d’une pâleur extrême. Les yeux de Daudet, fixés sur elle, paraissaient deux braises. La scène était inouïe. » (lire la suite dans La Galère des Goncourt.)
- Paul Claudel

« On n'entend plus que la grosse caisse qui fait patiemment poum poum poum, pareille au doigt résigné de Madame Bartet battant la table en cadence pendant qu'elle subit les reproches de monsieur le comte. »

— Le Soulier de satin, préface, La Pléiade, Théâtre II, p. 664

## Hommage
La rue Julia-Bartet, ouverte en 1956 à la limite sud du 14e arrondissement de Paris a été nommée d'après elle. Elle donne accès au square Julia-Bartet.